# Prefektura Mie
Prefektura Mie (jap. 三重県 Mie-ken) – prefektura znajdująca się na wyspie Honsiu (Honshū) w Japonii. Jej stolicą jest miasto Tsu.

## Położenie
Prefektura Mie zajmuje wschodnią część półwyspu Kii i graniczy z prefekturami:
Aichi, Gifu, Shiga, Kioto, Nara i Wakayama. Jest częścią regionu Kinki jednak północna część prefektury ciąży ku Nagoi, stanowiąc jej przedmieścia.
Większość obszaru pokrywają góry, gęsto zaludnione równiny wzdłuż zatoki Ise znajdują się w północno-wschodniej części, wysokie góry wzdłuż południowego wybrzeża, półwysep Shima i zachodniej granicy z pozostałym rejonem Kinki oraz wyżyny w okolicach miasta Iga.
Według danych z 2018 roku, powierzchnia prefektury wynosi 5 774 km², w tym 64,8% pokrywają lasy, 11,5% terenów wykorzystuje się rolniczo, 6% wykorzystywane w celach mieszkaniowych, 3,8% zajmują drogi, 3,6% rzeki, pozostałe 10,3% jest niesklasyfikowane.

## Historia
Obecna prefektura Mie zajmuje obszar dawnych prowincji: Ise, Iga, Shima i wschodniej części Kii.
Czasy okresu Meiji:
- 1886 – ustanowiono prefekturę Watarai na terytorium obecnego miasta Ise;
- 1871 – ustanowiono urzędy dla prefektur Watarai i Anotsu w Tsu;
- 1872 – przeniesiono urząd prefektury z Anotsu do Yokkaichi, tworząc nazwę Mie;
- 1876 – prefektura Watarai połączyła się z prefekturą Mie i stolicę przeniesiono ponownie do Tsu.

## Miasta
W prefekturze Mie leży 14 miast:
| - Iga - Inabe | - Ise - Kameyama | - Kumano - Kuwana | - Matsusaka - Nabari | - Owase - Shima | - Suzuka - Toba | - Tsu (stolica) - Yokkaichi |

## Miejsca warte zwiedzenia
- Chram Ise – "najświętszy" japoński chram shintō
- Kumano – starożytna droga pielgrzymkowa w południowej części prefektury Mie
- Iga – siedziba Ninja Museum of Igaryu[2]
- Sakakibara Onsen – znane gorące źródła koło Tsu; uznane za trzecie najlepsze gorące źródła w Japonii
- Yunoyama Onsen – znane gorące źródła koło Yokkaichi położone na zboczach góry Gozaisho
- Nagashima Spa Land – jeden z największych parków rozrywki w Japonii, zlokalizowany w Kuwanie
- Perłowa Wyspa Mikimoto – muzeum w Toba, dedykowane Kōkichi Mikimoto, wynalazcy hodowli pereł
- "Zaślubione skały" – w chramie Okitama w Ise
- Tor wyścigowy Suzuka – tor wyścigowy Formuły 1

## Galeria

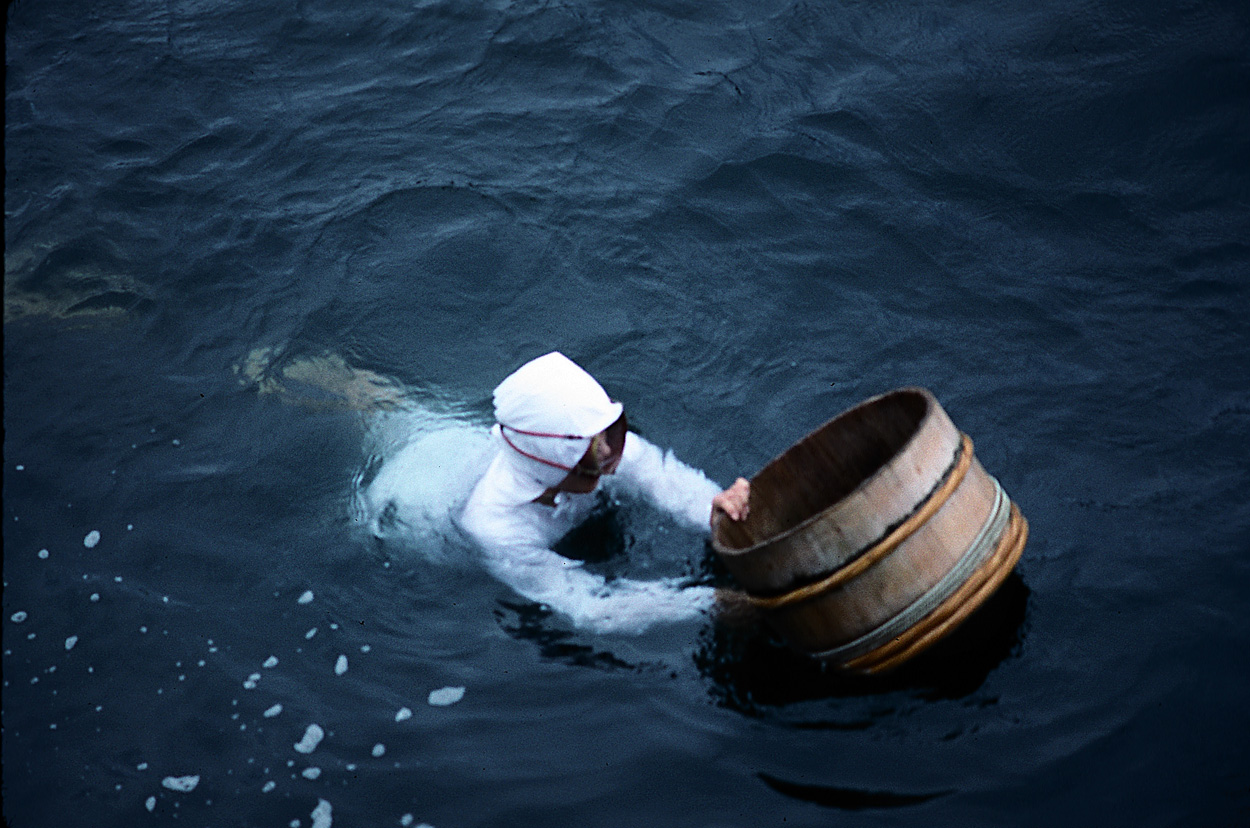
Ama (kobieta-nurek)
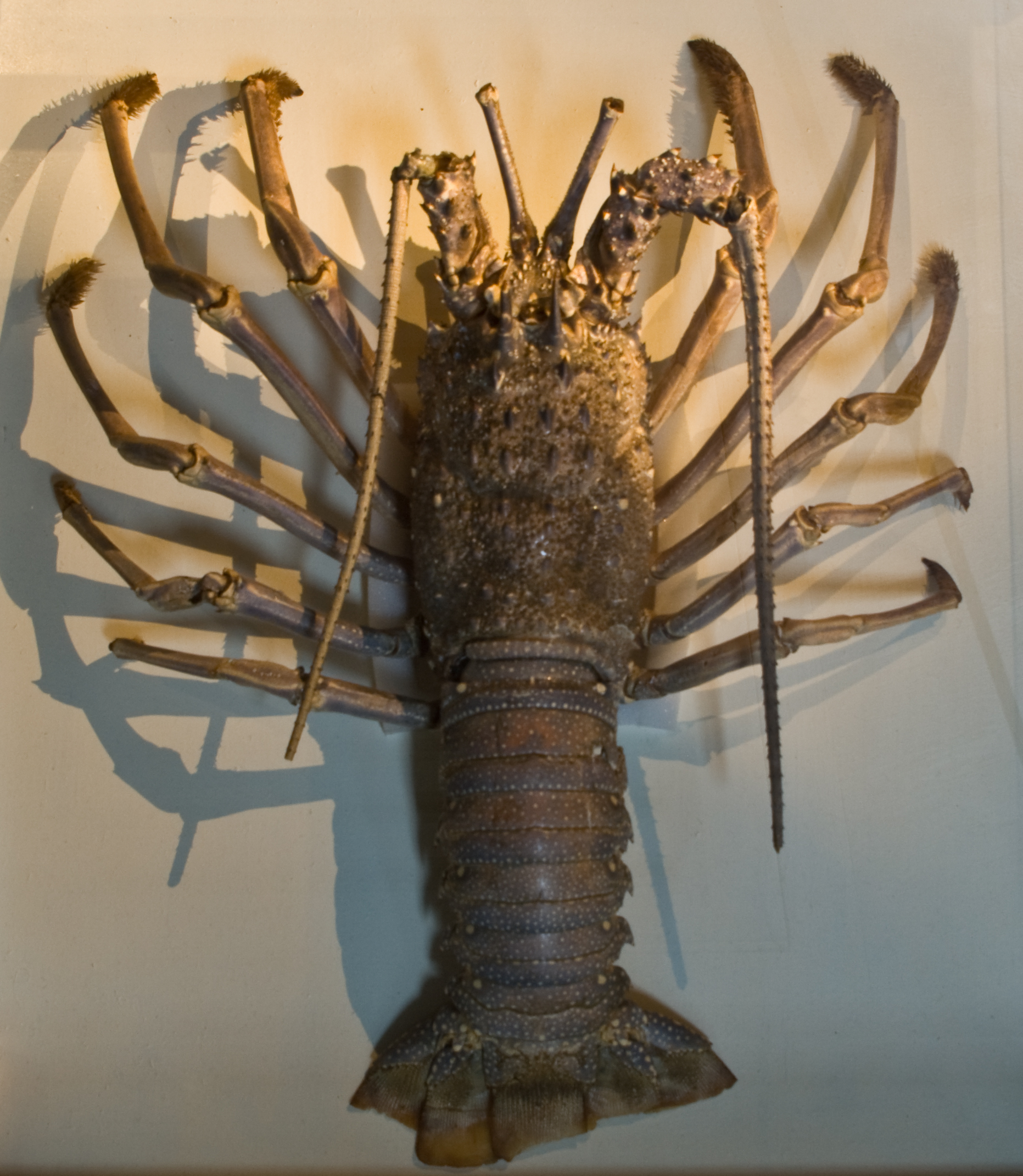
Ise-ebi
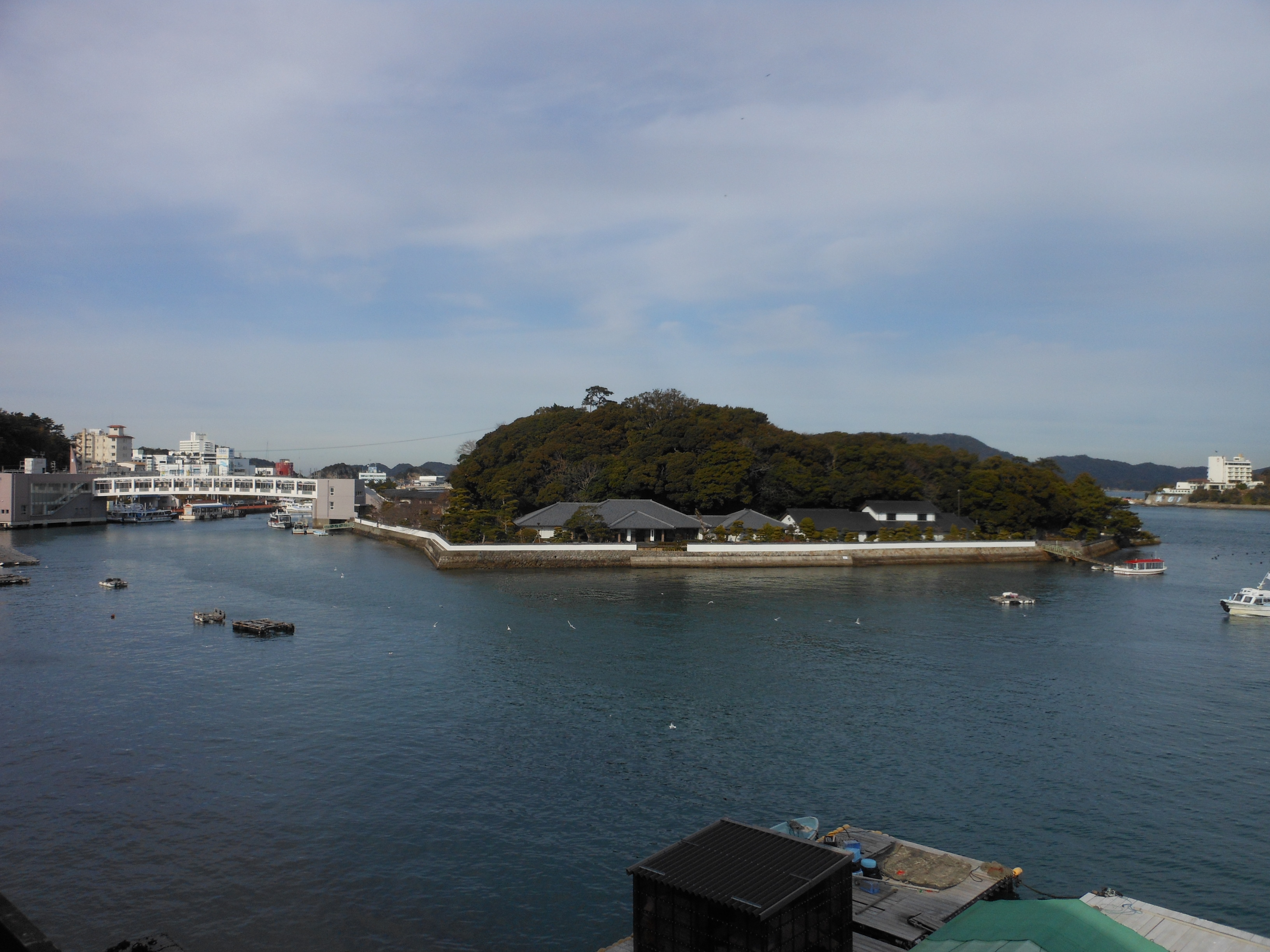
Mikimoto Pearl Island
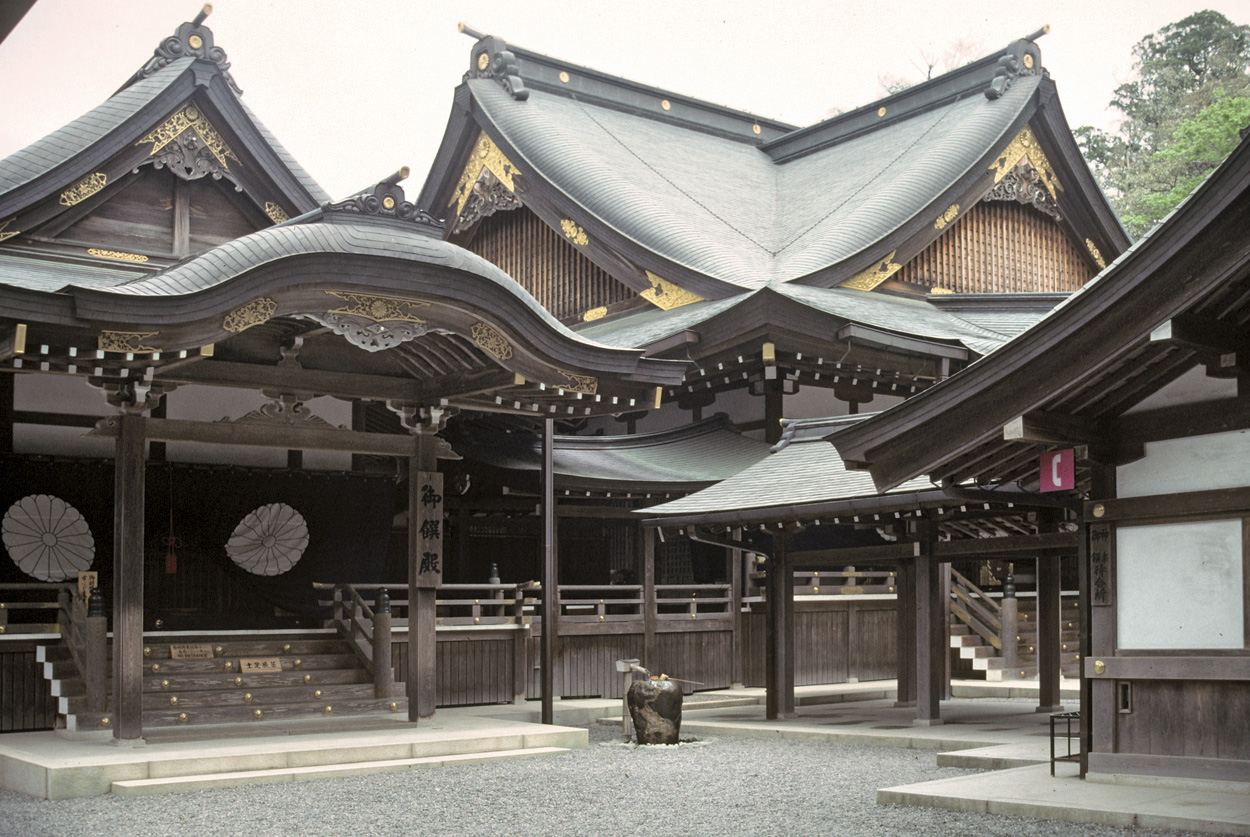
Pawilon Kagura-den w chramie Ise
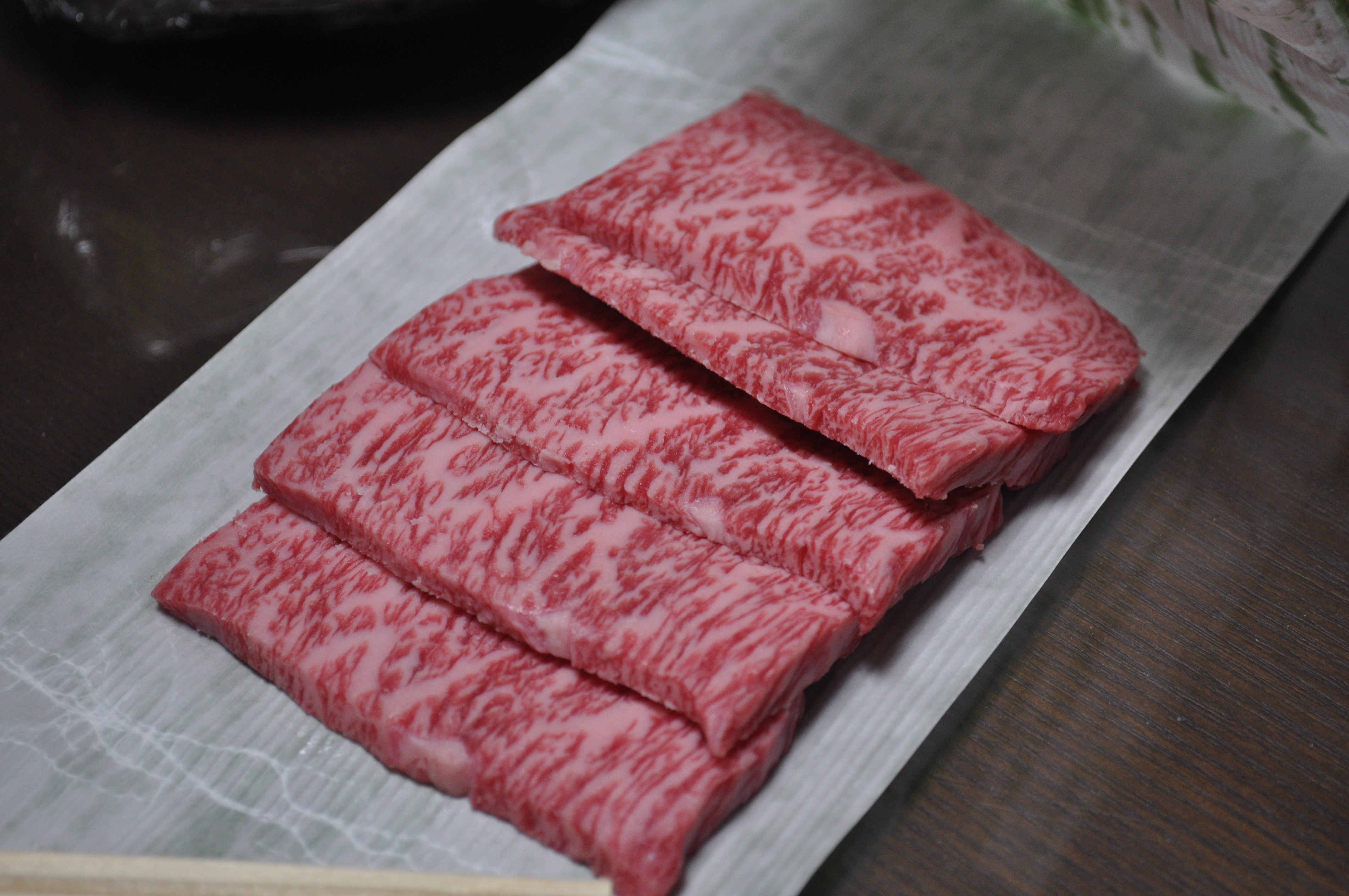
Wołowina matsusaka

## Potrawy regionalne
- akafuku-mochi – ciastka z kleistego ryżu ubijanego na pastę i formowanego, z nadzieniem ze słodkiej czerwonej fasoli anko
- langusta – znana jako ise-ebi (Panulirus japonicus); nazwa od dawnej prowincji
- wołowina matsusaka – od czarnej rasy japońskich krów, pochodzącej z regionu Matsusaka; jeden ze słynnych rodzajów wołowiny w Japonii.